# Skytte vid panamerikanska spelen 2023
Skytte vid panamerikanska spelen 2023 avgjordes i Polígono de Tiro de Pudahuel i Santiago i Chile mellan den 21 och 27 oktober 2023. Totalt tävlades det i 15 grenar, sex för vardera kön och tre i mixed.

## Medaljörer

### Herrar
| Gren                            | Guld                                        | Silver                      | Brons                                  |  |  |  |
| 10 meter luftgevär              | Edson Ramírez · Mexiko                      | Rylan Kissell · USA         | Cristian Morales · Peru                |  |  |  |
| 50 meter gevär, tre ställningar | Carlos Quezada · Mexiko                     | Timothy Sherry · USA        | Lucas Kozeniesky · USA                 |  |  |  |
|                                 |                                             |                             |                                        |  |  |  |
| 10 meter luftpistol             | Tugrul Ozer · Kanada                        | James Hall · USA            | Felipe Wu · Brasilien                  |  |  |  |
| 25 meter snabbpistol            | Leuris Pupo · Kuba                          | Douglas Gómez · Venezuela   | Henry Leverett · USA                   |  |  |  |
|                                 |                                             |                             |                                        |  |  |  |
| Trap                            | Jean Pierre Brol · Oberoende idrottsutövare | Leonel Martínez · Venezuela | Hebert Brol · Oberoende idrottsutövare |  |  |  |
| Skeet                           | Vincent Hancock · USA                       | Federico Gil · Argentina    | Nicolás Pacheco · Peru                 |  |  |  |

### Damer
| Gren                            | Guld                                     | Silver                                  | Brons                     |  |  |  |
| 10 meter luftgevär              | Sagen Maddalena · USA                    | Fernanda Russo · Argentina              | Mary Tucker · USA         |  |  |  |
| 50 meter gevär, tre ställningar | Mary Tucker · USA                        | Sagen Maddalena · USA                   | Shannon Westlake · Kanada |  |  |  |
|                                 |                                          |                                         |                           |  |  |  |
| 10 meter luftpistol             | Alejandra Zavala · Mexiko                | Alexis Lagan · USA                      | Diana Durango · Ecuador   |  |  |  |
| 25 meter pistol                 | Alejandra Zavala · Mexiko                | Diana Durango · Ecuador                 | Alexis Lagan · USA        |  |  |  |
|                                 |                                          |                                         |                           |  |  |  |
| Trap                            | Adriana Ruano · Oberoende idrottsutövare | Waleska Soto · Oberoende idrottsutövare | Rachel Tozier · USA       |  |  |  |
| Skeet                           | Francisca Crovetto · Chile               | Gabriela Rodríguez · Mexiko             | Daniella Borda · Peru     |  |  |  |

### Mixed
| Gren                | Guld                                     | Silver                                      | Brons                                 |  |  |  |
| 10 meter luftpistol | Mexiko · Carlos González · Andrea Ibarra | Mexiko · Daniel Urquiza · Alejandra Zavala  | USA · Nick Mowrer · Lisa Emmert       |  |  |  |
|                     |                                          |                                             |                                       |  |  |  |
| 10 meter luftgevär  | USA · Rylan Kissell · Mary Tucker        | Mexiko · Edson Ramírez · Goretti Zumaya     | USA · Gavin Barnick · Sagen Maddalena |  |  |  |
|                     |                                          |                                             |                                       |  |  |  |
| Skeet               | USA · Vincent Hancock · Dania Vizzi      | Mexiko · Luis Gallardo · Gabriela Rodríguez | USA · Dustan Taylor · Austen Smith    |  |  |  |

## Medaljtabell
*   Värdland ( Chile)
| Nr                   | Nation                   | Guld | Silver | Brons | Totalt |
| -------------------- | ------------------------ | ---- | ------ | ----- | ------ |
| 1                    | USA                      | 5    | 5      | 8     | 18     |
| 2                    | Mexiko                   | 5    | 4      | 0     | 9      |
| 3                    | Oberoende idrottsutövare | 2    | 1      | 1     | 4      |
| 4                    | Kanada                   | 1    | 0      | 1     | 2      |
| 5                    | Chile*                   | 1    | 0      | 0     | 1      |
| 5                    | Kuba                     | 1    | 0      | 0     | 1      |
| 7                    | Venezuela                | 0    | 2      | 0     | 2      |
| 7                    | Argentina                | 0    | 2      | 0     | 2      |
| 9                    | Ecuador                  | 0    | 1      | 1     | 2      |
| 10                   | Peru                     | 0    | 0      | 3     | 3      |
| 11                   | Brasilien                | 0    | 0      | 1     | 1      |
| Totalt (11 nationer) | Totalt (11 nationer)     | 15   | 15     | 15    | 45     |